# Tarascha (huyện)
Huyện Tarascha (tiếng Ukraina: Таращанський район, chuyển tự: Taraschas'kyi raion) là một huyện của tỉnh Kiev thuộc Ukraina. Huyện Tarascha có diện tích 758 km², dân số theo điều tra dân số ngày 5 tháng 12 năm 2001 là 36352 người với mật độ 48 người/km2. Trung tâm huyện nằm ở Tarascha.